# Sussex East (circonscription du Parlement européen)
Sussex East était une circonscription du Parlement européen créée pour l'élection du Parlement européen de 1979 et a cessé d'exister en 1994, en raison d'un changement dans les frontières.
Avant l’adoption uniforme de la représentation proportionnelle en 1999, le Royaume-Uni utilisait le système uninominal à un tour pour les élections européennes en Angleterre, en Écosse et au pays de Galles. Les conscriptions du Parlement européen utilisées dans ce système étaient plus petites que les circonscriptions régionales les plus récentes et ne comptaient chacune qu'un seul membre au Parlement européen.
La circonscription créée en 1979 se composait des circonscriptions du Parlement de Westminster de Brighton Kemptown, Brighton Pavilion, Eastbourne, East Grinstead, Hastings, Hove, Lewes, et Rye. En 1984, il se composait de Bexhill and Battle, Brighton Kemptown, Brighton Pavilion, Eastbourne, Hastings and Rye, Hove, Lewes, et Wealden.
Sir Jack Stewart-Clark du parti conservateur fut l'unique représentant de la circonscription pendant toute son existence; il a ensuite représenté la nouvelle circonscription de l'East Sussex and Kent South jusqu'en 1999.

## Membre du Parlement européen
| Élection                    | Élection | Portrait | Membre                 | Parti        |
| --------------------------- | -------- | -------- | ---------------------- | ------------ |
|                             | 1979     |          | Sir Jack Stewart-Clark | Conservateur |
| 1994 circonscription abolie |          |          |                        |              |